# مارتن وولفورد
مارتن وولفورد (بالإنجليزية: Martyn Woolford)‏ (13 أكتوبر 1985 في المملكة المتحدة - ) هو لاعب كرة قدم بريطاني في مركز جناح ‏. شارك مع منتخب إنجلترا لكرة القدم C ‏. أما مع النوادي، فقد لعب مع سكونثورب يونايتد وشيفيلد يونايتد ونادي بريستول سيتي ونادي ميلوول ونادي يورك سيتي وفريكلي أثلتيك ‏ وGlasshoughton Welfare A.F.C. ‏.

## وصلات خارجية
- مارتن وولفورد على موقع قاعدة بيانات كرة القدم.إي يو (الإنجليزية)
- مارتن وولفورد على موقع Soccerbase.com (لاعب) (الإنجليزية)